# Ульссон, Карина
Кари́на У́льссон (швед. Carina Olsson, в замужестве Кари́на Бьорк, швед. Carina Björk; род. 26 августа 1955) — шведская кёрлингистка.

## Достижения
- Чемпионат мира по кёрлингу среди женщин: золото (1981), серебро (1980).
- Чемпионат Европы по кёрлингу: золото (1980).
- Чемпионат Швеции по кёрлингу среди женщин: золото (1980, 1981)[1].
- Чемпионат Швеции по кёрлингу среди юниоров: золото (1976).

## Команды
| Сезон   | Четвёртый         | Третий         | Второй                         | Первый       | Турниры                      |
| ------- | ----------------- | -------------- | ------------------------------ | ------------ | ---------------------------- |
| 1975—76 | Marie Pettersson  | Карина Ульссон | Annika Nerman                  | Vivi Richter | ЧШЮ 1976                     |
| 1979—80 | Элизабет Хёгстрём | Карина Ульссон | Биргитта Севик Карин Шёгрен    |              | ЧШЖ 1980 · ЧМ 1980           |
| 1980—81 | Элизабет Хёгстрём | Карина Ульссон | Биргитта Севик Карин Шёгрен    |              | ЧЕ 1980 · ЧШЖ 1981 · ЧМ 1981 |
| 2016—17 | Мари Хенрикссон   | Карина Бьорк   | Биргитта Севик Helena Eriksson |              | ЧМВ 2017 (10 место)          |

(скипы выделены полужирным шрифтом)